# フレーム素材 (自転車)
フレーム素材（フレームそざい）では、自転車のフレームに使われる素材を記す。フレームの形状についてはフレーム (自転車)を参照。
自転車のフレームに適切な素材はスチール、アルミニウム合金、チタン、マグネシウムなどの金属系素材からCFRPなどの繊維強化合成樹脂系素材、そして処理が適切ならば木材から竹などの天然素材に至るまで範囲が広い。

## 素材の種類

### スチール（鋼）
鉄を主成分とした合金で、炭素を0.04パーセントから2パーセント程度加えたもの。使用目的や予算などにより多種多様の鋼が用いられるが、錆びにくい鋼として知られるステンレス鋼はコストが普通の鋼の5倍以上の上に加工面にも難があることから、コスト重視での選択が多い鋼のメリットを阻害することからほぼ用いられない。
なお、使用目的や予算などにより、クロム、モリブデン、ニッケル、マンガンなどが加えられた以下の鋼が用いられる。
クロムモリブデン鋼
鉄にクロムとモリブデンが添加されたもの。自転車フレームの代表的な素材で、「クロモリ」の略称でも知られる。SAE4130材が有名。
ニッケルクロムモリブデン鋼
鉄にニッケル、クロム、モリブデンが添加された三元合金。
溶接部分の軟化が抑えられ、引っ張り強度も高い。SAE8630材が有名。
マンガンモリブデン鋼
鉄にマンガンとモリブデンが添加されたもの。クロムモリブデン鋼に近い特性をもつ。
ハイテンシルストレングス鋼（高張力鋼、ハイテン）
一般鋼材より強度を上げた素材の総称。引張強度以外の規定はなく、鋼材としては高級品であるが、自転車用素材としては入門クラスのスポーツ車多く使われる。
一般鋼材
STK等の通常の構造用鋼で低価格な実用車に自転車に用いられる。
スチールは自転車のフレームとしては長い歴史を持つ素材で、実用車を始めロードバイク、マウンテンバイク、シクロクロス、BMX など、ほぼ全ての種類の自転車に用いられる。重量の点を除けば、強度や振動吸収性など、自転車フレームとしては最も理想的な素材の一つである。特に実用車など強度や耐久性が重視される車両においては、様々な素材が出てきた現在においても、最もポピュラーな存在であり続けている。ただし、競技用フレームとしての地位は軽量なカーボンフレームに完全に奪われ、レギュレーションで特に素材の規定がある競技（日本の競輪など）を除き使用される事はほとんどなくなった。
長所
価格が低い。製造設備が簡単で済む。保守や整備に高度な専門知識を必要としない。振動吸収性に長けている。耐久性がある（プロ競技など特殊な環境を除き、通常の使用なら数十年乗り続けられるとも言われている）。大きな損傷以外は修理できる。
短所
鉄の宿命として、錆びる（ただし海岸や雨ざらしで放置しない限り、強度に影響しない表面だけである）。比重が大きい事と錆び対策の兼ね合いから重量軽減化がし辛い（但し、鋼はヤング率が極めて高い（チタンの約2倍）ので、そこまで他の素材に比べ重くなると言う訳では無い）。

### 炭素繊維強化プラスチック

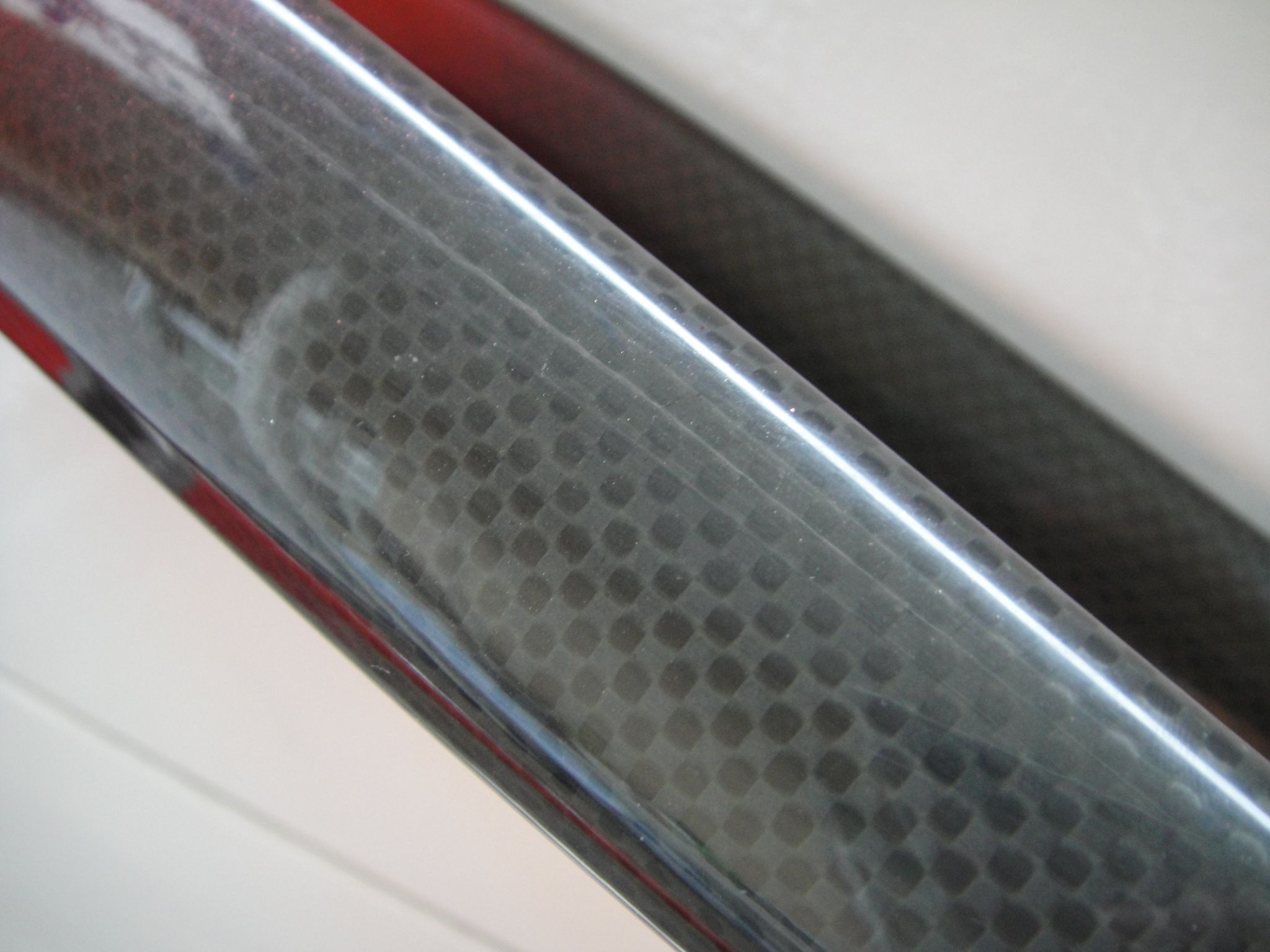
ロードバイクのカーボンフレーム

炭素繊維を熱硬化性樹脂に浸し、加熱して固めて作られる。単に「カーボン（フレーム）」と呼ばれることが多い。型でフレームの大部分ごと、あるいは全体を一体成形するものが普及してきた。CFRPパイプをラグ（lug = 管継手）で接いだタイプもある。史上初のカーボンフレームは1986年にKESTRELが発売した「KESTREL4000」。つなぎ目のないカーボンモノコック構造にインナーケーブル内蔵のエアロフォルム。
モノコックタイプのフレームにはもはやフレーム構造ではないものもある（1990年代ごろのTTバイクなど）が便宜上フレーム呼ばれる。逆にダイアモンドタイプの概観でモノコックを謳うものもある（外皮の部分ごとに応力分布を計算し、コアを入れるなど工夫を凝らしている）。カーボンモノコックの製品はメーカーの技術により性能が大きく左右する。フレーム構造に比べて解析が困難であることに加え、炭素繊維の持つ特質――引張の力には強いが剪断の力には弱い、剛性（ヤング率）の高いものほど圧縮に弱いなど――により、繊維の種類や方向を綿密に設計しなければならないためである。そのため十分な性能を得るには有限要素法等の強度解析や独特のノウハウが必要とされる。最近はアルミやスチールのフレーム用チューブを供給していた鉄鋼メーカーが素材としてカーボンチューブやカーボンラグを供給している。これにより、現在では小規模なメーカーでも容易にカーボンフレームを作成することが出来るようになった。
近年ではカーボンの持つ2つの特性、すなわち剛性の高さと衝撃吸収性のそれぞれを前面に出した「レーシングモデル」「コンフォートモデル」に二分され、それぞれ発展を続けている。
長所
形状および設計の自由度が高い。比重が小さく、比剛性と振動吸収性が高い。現状では実質唯一の自転車競技車用素材である。
短所
現行で採用されているフレーム材料としては最も高価。運用や保守に高度な専門性と知識が必要とされる。破損した場合修理はほぼ不可能であり、仮に再接合出来たとしても元の性能特性には戻らない。

### アルミニウム合金
現在、最もポピュラーな素材といえる。軽量かつ堅牢で、錆びにくいうえに安価であるため、初心者から上級者まで幅広く使われており、用途もほとんどあらゆる種類の自転車に使われている。素材そのものの弾性率では鉄の約1/3、チタンの約1/2とかなり軟らかいアルミであるが、密度がやはり鉄の約1/3、チタンの約1/2と軽いため、フレームを構成するチューブを大径化して剛性を上げても鉄などと比較して軽量なフレームが設計しやすい。しかしながらアルミニウム合金には疲労強度の限界点が存在しないため、負荷をかければ必ず金属疲労が進行する(スチールやチタンでは限界点より小さな負荷であれば金属疲労が進行しない)。このためスチールやチタンと比較するとフレームの寿命が短い傾向にある。
アルミニウム合金を用いたロードバイクフレームはフランスのVITUS（ヴィチュー）によって世界で最初に量産された。1970年代後半のことである。ラグを利用した接着工法によるこのフレーム979は当時画期的なモデルとして高く評価された。
現在使用されているアルミ合金は、大きく6000系と7000系に分けられる。なお、フレーム以外のハンドルバーやシートピラーには2000系のアルミ合金も使用される。
2000系
アルミニウム、銅、マグネシウムを主とする合金で、代表的なものに2014、2017、2024合金がある。鋼材に匹敵する強度を持つが、銅が含まれているため耐食性に劣り、防食処理を必要とされる。ハンドルバー、バーエンド、シートピラーなどのカラーパーツに使われることが多い。
6000系
アルミニウム、マグネシウム、ケイ素を主とする合金で、代表的なものは6061、6063合金がある。強度は7000系に劣るものの、塑性加工性に優れることから複雑な加工を必要とする製品や比較的安価なフレームに用いられる。比較的しなやかな乗り心地となるが、重量的に不利である。主にロードバイク、シクロクロス、クロスカントリー競技用のマウンテンバイクに使われる。
7000系
アルミニウム、マグネシウム、亜鉛、を主とする合金で、代表的なものは7003,7075合金がある。7075合金は『超々ジュラルミン』として日本で開発されたもので、アルミ合金の中でも最高レベルの強度を持っている。7003合金は強度が比較的高く、熱処理可能な溶接構造用材として開発された合金であるため自転車に適した合金である。7000系は軽量で剛性の高いフレームを作ることができるが、非常に硬いため加工性が悪く比較的高価な製品になってしまう。また、剛性が高すぎて膝に負担がかかりやすいという欠点もある。現在では強度が何よりも求められるダウンヒル、デュアルスラローム用など前後にサスペンションを備えたフルサスペンションのマウンテンバイクに使われる事が多い。
またメーカーによってはスカンジウムなどを添加した独自の特殊な合金を採用しているところもある。
ショック吸収性が低いアルミニウムの欠点を補うため、シートステーまたはリア三角のみをカーボン素材としたカーボンバックモデルも一般化してきているほか、チューブやフレームデザインの改善により剛性バランスを調整したフレームが主流になりつつある。
長所
剛性が高く、パワーロスが少ない。このため、スプリントなどでのパワーを逃がさず、推進力に変える。素材の入手性も容易で、性能の割にコストがかからない。
短所
合金の種類によっては接合後に熱処理を必要とするなど、製造に大規模な設備を必要としている。

### チタン
丈夫で長持ちかつ、軽量な素材だが、非常に活性の高い素材であることから溶接などの加工に手間がかかりどうしても高価になってしまう。この素材を取り扱うメーカーは主に少数で高級フレームを製作するところに留まっている。日本国内ではパナソニック サイクルテックやティグ(TIG)などがチタンフレームを販売している。チタン素材は異種金属と組み合わせると電位差による腐食で焼きつきを起こしやすいので、組み付けの際には接触する部分に焼き付き防止剤を塗るなどユーザー側で気をつけなければならない。
最近は、カーボン・アルミ素材の性能向上や、カーボンバックなどのハイブリッドフレームに押され、市場としては縮小傾向にあるが、独特な乗り味（アルミフレームとクロモリフレームの中間と言われる）と独特の光沢などが一定の支持を受け続けている。
長所
振動吸収性がある程度あり、フレーム寿命が長く軽い。
短所
CFRPフレームと比べると安価ではあるが、金属系のフレーム材料としては比較的高価である。加工賃や加工難易度が高く純チタン、3Al-2.5V、6Al-4V以外のチタン合金パイプは実用化されていない。

### マグネシウム
純度の高いマグネシウムは非常に活性が高く酸化しやすい（空気中で加熱すると炎を上げて燃焼するほど）ため加工が難しかったが、技術の進歩により最近になって実用化された素材である。実用金属の中で最も比強度が高いので、うまく利用できればアルミやチタンを凌ぐフレーム素材になる。しかし、研究開発はまだ途上であり、アルミ合金にマグネシウムを添加した程度の利用に留まる。この素材を用いたフレームは新家工業のマディフォックスやピナレロ のDOGMAが代表的である。他に日本の「ブリヂストンサイクル (ANCHOR)」、台湾の「メリダ・インダストリー」がある。　
素材特性としては内部損失が大きいことがあげられる。つまり、スチールやチタンのような反発力のある振動吸収ではなく、振動のエネルギーをフレームが減衰させてしまう(振動のエネルギーは熱に変わる)特徴がある。
長所
振動をフレームが減衰する振動減衰性が高く、乗り味がしなやか。
短所
適切な防錆処理を行なわないと腐食が進行しやすい。フレーム素材としてのノウハウが少なく、運用コストが高価になりやすい。

### 木材
木材は衝撃吸収性が良く、初期のロードバイクでは木材がリムの素材に使われていた。『木リム』である。このような観点から木材を水蒸気で曲げ加工してフレームにしたり、樹脂素材で固めてフレームとして作製するビルダーも存在する。ただし、形成作業が一貫して手作業である事、素材の本質が必ずしも均一でない事から大量生産には向かない。また需要からしてあまりなく、あくまでもマニア向け、またはインテリアのオブジェとして使われる事が多い。

### 竹
竹は釣り竿の材料となっているように物理的な力に対しての反発力があり、フレーム素材として適切な素材として成り立つ要素を持っており、樹脂で固めた竹製フレームが存在する。ただこれも木材と同様、少数の需要で成り立つ少数生産である。

## 素材の形状

トリプルバテッド、ダブルバテッド、直管の比較

過去のフレームは、単純に細い鉄パイプを組み合わせただけのような形状をしていた。しかし、現在では、軽量化や強度の向上のために、様々な工夫がなされている(注:下にあげた技術に対する呼称はメーカーごとに異なる)。主に金属のチューブを前提としたものを記す。

### バテッドチューブ
とくに金属系チューブに多い加工。自転車を構成している前三角のパイプにかかるねじり及び横方向の応力はパイプを結合している端部が最も大きくそれに対して、中央部にかかる力は比較的小さい。この現象を利用し、パイプの中央部の肉薄を薄く、両端の(または加圧側だけの)肉薄を厚くしたパイプを使用して作られたフレームがバテッド（段付き）フレームである。強度を落とさずに、効果的な軽量化が可能である。あらゆる素材のフレームに利用されている。両端を厚く、中央は薄くしたダブルバテッド、片方の端だけ厚く、中間は普通、力がかからない側は薄くしたトリプルバテッドがある。自転車のトラス構造の後三角は前三角とは異なり中央部に最も応力がかかるため、両端部が細く、中央部が太いチューブが用いられることもある。

### メガチュービング
アルミフレームが普及する前の自転車フレームはスチールが主であり、アルミフレームも当初はパイプ外径などで既存のスチールパイプの寸法を模倣していた、ところが比重が軽いアルミニウムの長所をより有効に活用するため、パイプの径をクロモリよりも太くし肉厚をそれまでよりも薄くさせる事によって剛性をあげ、より軽量にしたのがメガチュービングである。現在、ほぼ全てのアルミフレームが採用している他、カーボンフレームでもほぼ全てがメガチュービングを採用している。クロモリにおいてもダウンチューブにオーバーサイズパイプと言われる外径の若干太いパイプを同様の理由で用いていた時期もあったが、実質レース用フレームとして使われなくなってからその必要性を失ったこともあり最近ではあまり見かけない。

### 偏平チューブ、トライアングルチューブ
偏平チューブはパイプの断面を楕円形に、トライアングルチューブは断面を三角形に近くしたもの。どちらもメガチュービングの発展型である。偏平チューブはパイプを従来の真円から、力のかかる方向や、空気抵抗を避けるために楕円形に変形させることにより、フレームの性能をあげるものである。トライアングルチューブもパイプに角を作る事により、剛性を調整するものである。

## 接合方法
一体形成による構造が実用化されるまでは、自転車の主構造はパイプを組み合わせたものであった、概ね以下の方法で結合され、フレームとして作られていた。

### ラグ接合法

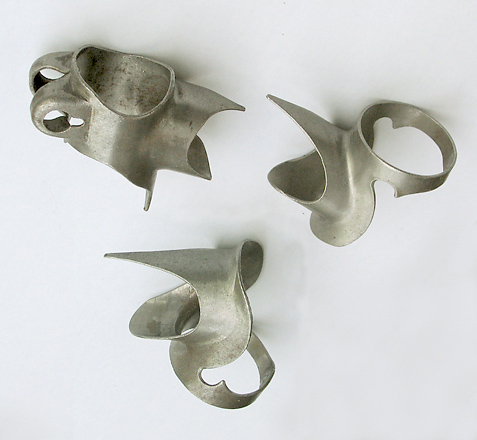
ラグの例

主として鉄系素材のパイプをロウ付け接合する為に用いる嵌合（カンゴウ）を用いた接合法である、継ぎ手は『ラグ』と呼ばれ、鋼管を素材にバルジ成形により国内で全て生産されていた。しかし多くの自転車メーカーが中国からの安価な完成自転車の輸入に切り換わって行った為に、国産製フレームの生産が激減してラグの需要も少なくなってしまった。その為に国内フレームはフレームビルダーの少量生産が主流になり、その需要に合わせて対応ができる精密鋳造（ロストワックス）で製造される輸入ラグが主流になった。しかしラグの生産技術として使われたバルジ成形は日本で発明された技術として自動車産業初め広くパイプ塑性加工技術の一つとして有用されている。またロウ付けによるラグ接合法は世界の自転車フレーム生産の歴史の中で量産効果、強度、耐久性など証明されており需要が少ないがバルジ成形製ラグの国内生産は継続されている。

### ラグレス
上述のラグを用いず、各チューブをロー付けする事によって接合する方法。

### フィレット溶接
フィレット溶接とは、ラグレスの補強目的で鉄板をパイプに巻き付けてカットラグに見える様にしてトップ・ダウンチューブとヘットチューブの境目を溶接する方法。効果としてフレーム応力を分散させる事が出来るため丈夫であり、スムーズな外観が特徴である。

### TIG溶接
TIG溶接は、アーク溶接の一種で、タングステンを電極に用い溶接部を不活性ガスで覆いながら溶接する。精密な溶接が可能。密着した母材同士を直接溶接することも、溶加材を加えることも可能。現在では金属フレームの一般的な接合方法である。

### 接着
主にCFRP、木材、竹を使った素材で使われる。

## 主なフレーム素材メーカー
- タンゲ・インターナショナル（英語版）（台湾）。かつて日本のメーカーであった。
- カイセイ (日本)。競輪車両向け鋼管の製造。
- レイノルズ・テクノロジー (イギリス)。
- コロンバス (イタリア)。
- 東レ(日本)。